# Interpretazioni del fascismo
Per Interpretazioni del fascismo si intendono una serie di studi, più o meno critici, sul fascismo, la sua manifestazione e la sua fenomenologia.

## Storia
I primi studi sul fascismo furono realizzati in Italia già negli anni Venti, espandendosi in seguito in altri paesi, e limitandosi inizialmente ad un carattere perlopiù giornalistico e di informazione politica. Questa situazione però durò fino alla vittoria del nazionalsocialismo in Germania e la presa del potere da parte di Hitler.
Da quel momento il fascismo (in un'accezione di qui in poi slegata dal movimento di Benito Mussolini ed estesa ad altre formazioni in cui si notavano analogie con il fenomeno italiano), al potere in due tra le maggiori potenze europee, acquistò un nuovo significato ed una maggiore importanza sullo scacchiere internazionale. Le interpretazioni del fascismo, assunsero un carattere più storiografico, solo dopo la fine della Seconda guerra mondiale. Gli studi sul fenomeno fascista, non solo italiano, sono stati però per decenni fortemente influenzati dall'ottica politica della stessa storiografia.
Quindi le interpretazioni del fascismo per anni sono state principalmente quella degli stessi storici fascisti o vicini al fascismo, quella marxista (da Nicola Tranfaglia, a Enzo Collotti e Paolo Alatri), radicale (Gaetano Salvemini e Carlo Rosselli), fino a quella della storiografia cattolica (Gabriele De Rosa, Augusto Del Noce), a cui si è aggiunta quella liberale di Benedetto Croce e Luigi Salvatorelli. Solo negli anni Sessanta studiosi stranieri come Ernst Nolte (autore accusato più volte di apologia del nazismo), George Mosse e A. James Gregor hanno studiato il fenomeno con distacco storico. A questa scuola si può ricondurre Renzo De Felice, che negli anni Settanta rivoluzionò in Italia il dibattito storico, a partire dalla distinzione tra "fascismo regime" e il "fascismo movimento", seguita dai suoi allievi. Tra questi Emilio Gentile ha dedicato numerosi studi al fascismo, proponendo di interpretarlo come fenomeno totalitario, multidimensionale, caratterizzato da un’ideologia originale fondata sul pensiero mitico, da un apparato organizzativo orientato alla mobilitazione delle masse e da istituzioni che tendono a integrare il partito unico e l’apparato pubblico sotto il controllo di un capo carismatico.

## Interpretazioni

### L'interpretazione fascista
(Renzo De Felice)
Renzo De Felice sottolinea che di fronte a tutte le interpretazioni giunte dall'esterno, nessun fascista è stato in grado di darne una univoca e plausibile.
Durante il ventennio, non si può prescindere dagli aderenti al fascismo; le più autorevoli quelle dello storico Gioacchino Volpe, che contribuì con Gentile a scrivere anche la voce "Fascismo", firmata da Mussolini, sull'Enciclopedia Italiana, di Paolo Orano (Fascismo, idea universale) di Giuseppe Bottai (il fascismo come rivoluzione incompiuta) e del filosofo del linguaggio Antonino Pagliaro (Il fascismo: commento alla dottrina).

### Interpretazioni missine
Nel dopoguerra interpretazioni del fascismo viste da destra sono quelle (seppur diverse) di Pino Rauti nei suoi tre volumi di Storia del fascismo, e di Adriano Romualdi (Il fascismo come fenomeno europeo).
Una visione da "fascisti di sinistra" la danno l'ex parlamentare missino e volontario di guerra Beppe Niccolai, basandosi sulle interpretazioni di Stanis Ruinas: partendo dal presupposto che i fascisti appartengono solitamente al "sottoproletariato", essi sono una sorta di "comunisti anti-marxisti", che non accettano la società capitalista, ma nemmeno riconoscono nel pensiero di Karl Marx una alternativa a questo capitalismo, bensì una forma negativa del capitalismo stesso e Giano Accame (Il fascismo immenso e rosso).

### L'interpretazione crociana
La teoria crociana era quella della "malattia morale". Questa interpretazione ha avuto tra i suoi maggiori propugnatori storici in gran parte di origine tedesca e italiana. In Italia il più noto fu Benedetto Croce che espose la sua tesi, riguardo a questa interpretazione, prima in un articolo del New York Times del novembre 1943, in seguito nel discorso del 28 gennaio 1944 a Bari al primo congresso dei Comitati di liberazione, e infine in un'intervista del marzo 1947.
Per il Croce il fascismo era visto come una "parentesi" tra lo stato monarchico liberale e lo stato repubblicano democratico, intesi come uno Stato successore dell'altro. Tale "parentesi" era dovuta a una "malattia morale" che avrebbe corrotto la società e la politica con il fascismo.

### L'interpretazione capitalista e liberale
Secondo Friedrich von Hayek e altri studiosi liberali europei e anglosassoni, il fascismo è solo un socialismo totalitario e nazionalista, adatto quindi alla classe media.

### L'interpretazione cattolica
Sul fascismo e sulla sua interpretazione in stretta relazione al marxismo, il filosofo cattolico Augusto Del Noce ha dedicato gran parte dei suoi studi e delle sue opere. Del Noce intende mostrare la continuità, dalla rivoluzione francese in poi, che è posta fra l'hegelismo, il marxismo e il fascismo come tre momenti dell'unico processo di secolarizzazione. Il filosofo inizia quindi dall'analisi della figura storica di Mussolini e della sua formazione culturale, notando il suo giovanile anticlericalismo, il suo spontaneo confluire nel socialismo, e il seguente superamento di quest'ultimo per l'evoluzione fascista del suo pensiero. È in particolare sul concetto di «rivoluzione» fascista che Del Noce pone l'accento, essendo questo un concetto base anche del marxismo, una forma di azione tanto vaga e generale da poter attrarre a sé ogni sorta di ceto sociale (anche il proletariato) e di frangia ideologica. Questo permette l'affiancamento ideale dell'attualismo di Giovanni Gentile (ideologo del regime) al modernismo teologico, fiorente a quel tempo e condannato come eresia dalla Chiesa cattolica.

### L'interpretazione marxista
Quella di tradizione marxista, considera il fascismo come un prodotto della società capitalista e della reazione della grande borghesia contro il proletariato attraverso la mobilitazione di masse piccolo-borghesi (il "regime reazionario di massa" descritto dai comunisti italiani in clandestinità). Nel 1925 Gramsci scrive: "Noi abbiamo una spiegazione di classe del fenomeno fascista", un'interpretazione che De Felice definisce come "fascismo reazione di classe estrema del capitalismo per difendere se stesso".

### L'interpretazione di Salvemini
L'interpretazione democratico-radicale di Gaetano Salvemini, di Piero Gobetti, del movimento Giustizia e Libertà e poi del Partito d'Azione, considera il fascismo come un prodotto logico, inevitabile, degli antichi mali d'Italia. Per Carlo Rosselli il fascismo aveva fatto emergere i vizi congeniti degli italiani.

### L'interpretazione di De Felice
L'interpretazione che Renzo De Felice dà del fascismo si articola su tre temi fondamentali: l'origine socialista del pensiero di Mussolini e la differenza fra il fascismo e le dittature di destra contemporanee, la distinzione fra il "fascismo movimento" e il "fascismo regime", la realizzazione di un consenso popolare determinante a garantire stabilità e successo al regime fascista. 
De Felice ha avuto il merito di scardinare l'univocità della storiografia sul fascismo, fino agli anni '70, legata soltanto alla interpretazione marxista del fenomeno fascista come reazione dei ceti dominanti all'irrompere delle masse in politica grazie al socialismo
I suoi studi sono stati proseguiti dalla cosiddetta scuola defeliciana (Emilio Gentile, Francesco Perfetti, Giuseppe Parlato, Giovanni Sabbatucci).

### L'interpretazione psicologica di Wilhelm Reich
(Wilhelm Reich, Psicologia di massa del fascismo, Einaudi, 2009, ISBN 978-88-06-19986-9)

Lo psicoanalista e psichiatra austriaco Wilhelm Reich, dopo aver osservato per alcuni anni l'ascesa al potere del fascismo in Italia e del nazismo in Germania, scrisse nel 1933 il saggio Psicologia di massa del fascismo, la cui pubblicazione e diffusione venne proibita dai nazisti subito dopo; Reich utilizzò la teoria della psicoanalisi freudiana per tentare di formulare una diagnosi psicologica del fenomeno fascista e dell'ideologia nazista, considerati entrambi da Reich espressioni dello scatenamento di una "isteria di massa", effetto della repressione sessuale imperante nei primi anni del Novecento e dello scatenamento di pulsioni libidiche distruttive:
(Psicologia di massa del fascismo, Prefazione alla III edizione del 1932)
Reich sostenne che i movimenti di masse alienate, inneggianti alla guerra, al razzismo, al linciaggio, alla crudeltà e alla morte, sono vittime della cosiddetta "peste emozionale". Questo concetto è legato sia al concetto di psicologia delle masse di Freud, sia alla nozione di alienazione di Marx.
Vi sono alcuni feticci che conducono alla "piaga", quali il nazionalismo, il patriottismo esasperato, la tradizione, il patriarcato, l'autoritarismo, il familismo, la religione, l'obbedienza e le gerarchie, tutti processi di disumanizzazione in cui gli individui vengono trasformati in una massa meccanizzata, ad opera delle classi dirigenti "psicopatiche" della società.

### L'interpretazione di Umberto Eco
Seppur da una visione non storiografica, Umberto Eco nel suo saggio Il fascismo eterno ha dato un'altra interpretazione della fenomenologia fascista, riassumibile in 14 punti.
Anche se la complessa galassia dei fenomeni fascisti non permette una compiuta descrizione complessiva, Eco ha comunque riconosciuto 14 requisiti salienti che possono essere riconosciuti nella maggior parte dei movimenti fascisti sorti storicamente, e che danno luogo alla definizione del concetto di "Ur-Fascismo", o "fascismo eterno":
(Umberto Eco, Identikit del fascista, la Repubblica, 2 luglio 1995)
Secondo l'autore il fascismo presenta alcune caratteristiche assimilabili, come il rifiuto per la modernità, la non accettazione del confronto, la violenza fisica, la demonizzazione del nemico, e vari altri.
Non tutti i movimenti fascisti possono essere descritti da tutte e 14 le caratteristiche nell'elenco, per esempio il movimento fascista italiano ha sempre avuto rispetto per le innovazioni tecniche portate dalla modernità, ma secondo Eco: «è sufficiente che una di loro sia presente per far coagulare una nebulosa fascista».